# Marea Azov

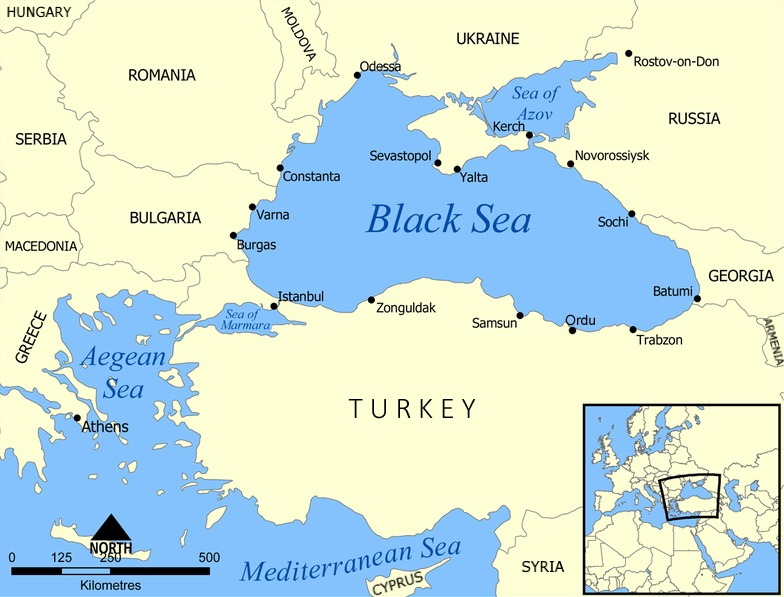
Marea Neagră și Marea Azov

Marea Azov (în rusă Азовское море, transliterat: Azovskoe more) este o întindere de apă situată între Peninsula Crimeea și teritoriul rus, în nordul Mării Negre cu care comunică prin strâmtoarea Kerci. Suprafața este împărțită în două, una aparținând Ucrainei și cealaltă aparținând Rusiei. Adâncimea maximă este de 15 m, iar adâncimea medie în jurul a 9 m. Principalele râuri ce se varsă în Marea Azov sunt Kuban și Don. Are o suprafață de circa 39.000 km2.
Stațiuni ucrainene la Marea Azov: Mariupol, Kerci, Berdiansk.
Stațiuni rusești la Marea Azov: Taganrog, Rostov-pe-Don.

## Flora și fauna
Din punct de vedere istoric, marea a avut o viață marină bogată, atât în varietate, cu peste 80 de pești și 300 de specii nevertebrate identificate, cât și în număr. În consecință, pescuitul a reprezentat de multă vreme o activitate importantă în zonă. Captura anuală din ultimii ani a fost de 300.000 de tone, dintre care aproximativ jumătate sunt specii valoroase (nisetru, bibanul, plătică, tarancă etc.). Acest lucru se datorează în parte productivității biologice extrem de ridicate a mării, care a fost stimulată de aprovizionarea puternică cu substanțe nutritive din numeroasele râuri care alimentează marea, salinitatea scăzută a apei, o încălzire amplă datorită apelor puțin adânci și perioadei de vegetație lungă. Cu toate acestea, diversitatea și numărul au fost reduse prin reducerea artificială a fluxului de apă (construirea de baraje), pescuitul excesiv și cultivarea intensă a bumbacului la scară mare, cauzând creșterea nivelului de poluare.